# 木内政雄
木内 政雄（きうち まさお、1944年（昭和19年）7月25日 - ）は日本の実業家。無印良品ブランドの実質的創業者とされ、良品計画代表取締役社長や、同社取締役会長、西友代表取締役社長、サニー代表取締役社長、エス・エス・ブイ代表取締役社長などを歴任した。

## 人物・経歴
東京都出身。1968年横浜市立大学文理学部卒業後、西友ストア（現・西友）入社。
1985年から無印良品事業部長を務め、実質的創業者として無印良品の事業化を行い、1989年西友ストア取締役兼良品計画常務に昇格。1993年良品計画代表取締役社長。1997年からは取締役会長を務め、2001年には松井忠三を代表取締役社長に指名した。
親会社の西友でも1997年から代表取締役副社長を務め、2001年西友代表取締役社長に昇格。2003年西友取締役兼代表執行役兼CEO。サニー代表取締役社長、北海道西友代表取締役社長、東北西友代表取締役社長、エス・エス・ブイ代表取締役社長、九州西友代表取締役社長も兼務。セゾングループからウォルマート傘下に移り経営再建にあたったが、4期連続の赤字となり2005年に引責辞任した。
2007年にコンサルティング会社U.P.n.P.を設立し同社代表取締役。2006年レオス・キャピタルワークス取締役。2011年コメリ監査役。2014年アインファーマシーズ顧問。2015年チヨダ取締役。法政大学ビジネススクールイノベーション・マネジメント専攻客員教授も務めた。